# Вояж (фильм)
«Вояж» (итал. Il viaggio, фр. Le voyage; другое название — «Поездка») — совместная франко-итальянская мелодрама Витторио Де Сика, последний фильм режиссёра. Фильм снят на итальянском языке. Премьера картины состоялась 11 марта 1974 года в Италии.

## Сюжет
Адриана де Мауро влюблена в Чезаре Браджи, но тот, чтя последнюю волю отца, позволяет своему брату Антонио взять Адриану в жёны. По воле случая Антонио погибает в автомобильной катастрофе. Адриана скорбит по погибшему мужу, и Чезаре пытается вернуть ей тягу к жизни. После случившегося у женщины начинаются приступы головокружения. Чезаре отводит её к докторам, которые после обследования ставят неутешительный диагноз: Адриана неизлечимо больна и жить ей недолго. Не тратя времени, Чезаре делает ей предложение. Однако матери Адрианы не нравится их связь.

## В ролях
- Софи Лорен — Адриана де Мауро
- Ричард Бёртон — Чезаре Браджи
- Иэн Баннен — Антонио Браджи
- Барбара Пилавин — мать Адрианы
- Ренато Пинчироли — доктор Машионе
- Даниэле Варгас — дон Либорио, адвокат
- Серджио Бруни — Армандо Джилл
- Этторе Джери — Ринальдо
- Ольга Романелли — Клементина
- Изабелль Маршал — цветочница
- Риккардо Мангано — доктор Карлини
- Аннабелла Инконтрера — Симона
- Антонио Анелли — Джакомо Пуччини
- Люка Боникальци
- Франческо Лауриано — помощник адвоката
- Паоло Лена — Нандино
- Франческо Леоне
- Джованни Ло Кашо
- Джованни Ло Монако
- Джузеппе Намио
- Тито Никотра
- Барри Симмонс — доктор Де Паоло

## Съёмочная группа
- Режиссёр-постановщик: Витторио Де Сика
- Сценаристы: Диего Фаббри, Массимо Франчоза, Луиза Монтаньяна, Луиджи Пиранделло
- Продюсер: Карло Понти
- Оператор-постановщик: Эннио Гварньери
- Композитор: Мануэль Де Сика
- Художник-постановщик: Луиджи Скаччьяноче
- Монтажёр: Ким Аркалли
- Художники по костюмам: Марсель Эскофье, Бруно Раффаэлли
- Гримёры: Джузеппе Аннунциата, Рон Беркели, Алессандро Якопони
- Звукорежиссёр: Карло Пальмьери
- Дирижёр: Александер Блонкштайнер
- Хореограф: Умберто Пергола

## Награды
- 1974 — Приз Давид ди Донателло лучшей актрисе — Софи Лорен.[1]
- 1974 — Приз кинофестиваля в Сан-Себастьяне лучшей актрисе — Софи Лорен.[2]